# Università Tecnica Ceca di Praga
L'Università Tecnica Ceca di Praga (in ceco: České Vysoké Učení Technické v Praze, ČVUT) è un prestigioso istituto universitario della capitale della Repubblica Ceca e uno dei più vecchi istituti di tecnologia dell'Europa Centrale. L'istituto oltre al campus principale ha altri quattro campus secondari.
L'istituto è ubicato nel quartiere di Dejvice nel distretto di Praga 6. Sulla collina di Petřín, non distante dal capolinea della funicolare di Petřín, che collega la sommità della collina a Malá Strana, si trova un campus universitario con mense, ostelli e luoghi ricreativi per gli studenti denominato Silicon Hill, in quanto gli studenti hanno creato all'interno del campus una rete di computer collegati tra loro; la totale capacità del complesso è di 4 714 posti letto. Il complesso è fornito di circoli ricreativi, palestre, bar, ristoranti, negozi, campi da golf e da tennis. Nei pressi del campus sorge il complesso sportivo di Strahov che comprende lo Stadion Evžena Rošického di proprietà della Federazione calcistica ceca e il Velký Strahovský Stadion.

## Storia
La sua istituzione, come Istituto di Ingegneria, risale al 1707 per volere dell'Imperatore Giuseppe I. Nel 1806 l'Istituto di Ingegneria è stato trasformato in Politecnico ispirandosi all'École polytechnique di Parigi che era stata istituita nel 1794. Il Politecnico di Praga, unica scuola tecnica dell'Impero austro-ungarico nel 1815 entrò a far parte dell'Università Carolina di Praga.
Nel 1863, il Politecnico venne nuovamente riformato diventando istituto universitario, autonomo dall'Università Carolina e con un proprio rettore. L'istituto venne suddiviso in quattro dipartimenti: Costruzione, di Idraulica e Viabilità, Tecnica e Chimica. Il ceco venne aggiunto al tedesco come lingua d'insegnamento. Disaccordi linguistici portarono nel 1869 a separare gli istituti di lingua ceca da quelli di lingua tedesca. L'Istituto di lingua ceca venne spostato nella nuova sede di Piazza Carlo IV (Karlovo namesti) nel 1874.
All'inizio del XX secolo in un momento di crescente industrializzazione l'istituto nel 1909 raggiunse il numero di tremila studenti.
Al termine della prima guerra mondiale con l'indipendenza della Cecoslovacchia l'istituto venne riorganizzato nell'agosto 1920, con il nuovo nome České Vysoké Učení Technické (ČVUT) e i vari dipartimenti riorganizzati in facoltà, ciascuna guidata da un decano.
L'istituto venne articolato in sette facoltà:
- Ingegneria civile
- Agricoltura e silvicoltura
- Architettura e costruzione

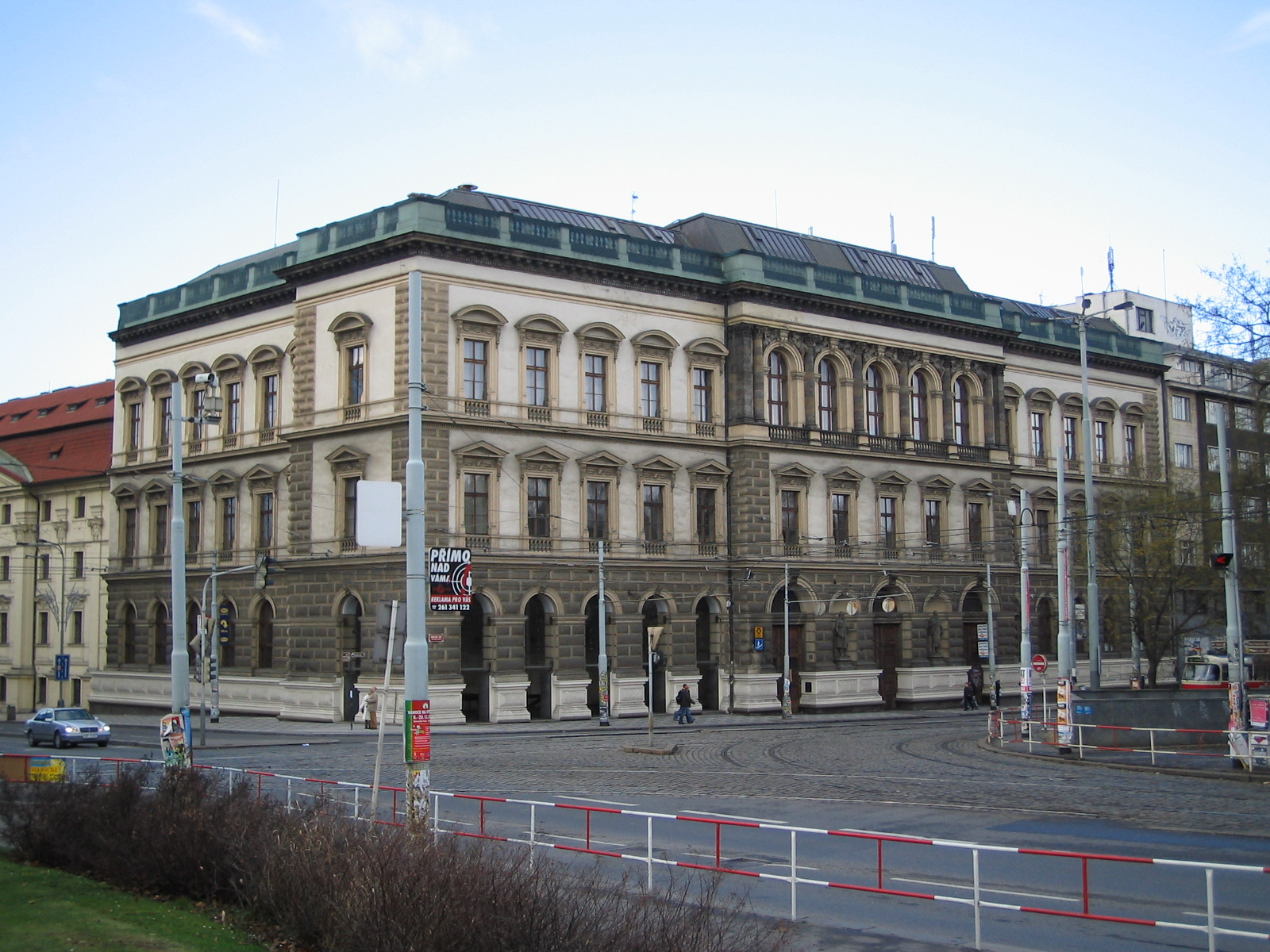
La sede di Karlovo namesti

- Ingegneria elettrotecnica e Meccanica
- Ingegneria chimica e tecnologia
- Scienze speciali
- Commercio

In seguito all'occupazione tedesca della Cecoslovacchia è stata chiusa dal 17 novembre 1939 al 4 giugno 1945.
Dopo il 1948, molti studenti per i loro atteggiamenti politici verso il regime comunista vennero allontanati dall'Università e il Dipartimento di economia venne sciolto. Tra il 1949 e il 1960 l'istituto venne riorganizzato. Nel 1952 le facoltà di chimica e di agricoltura vennero separate dall'istituto e nel 1953 fenne istituita la facoltà di Ingegneria ferroviaria che poi separata dall'istituto, avrebbe dato vita all'Università di Žilina.
Dopo il 1960 l'istituto venne articolato in quattro facoltà:
- Ingegneria civile
- Ingegneria meccanica
- Ingegneria elettrotecnica
- Fisica nucleare

## L'istituto oggi
L'Istituto ha oggi otto facoltà e due istituti di istruzione superiore indipendente:

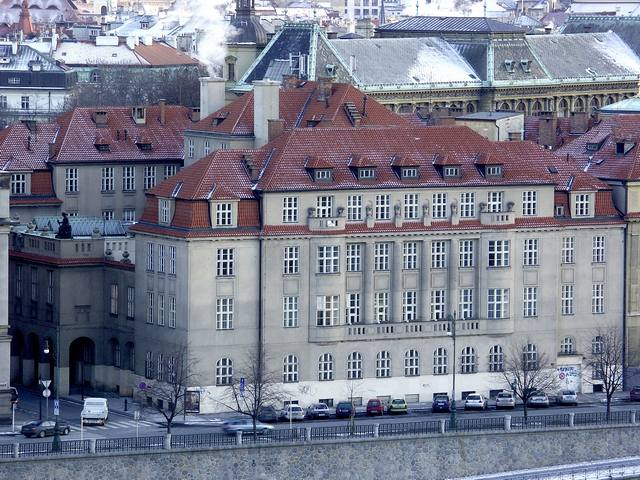
Facoltà di tecnologia nucleare e Ingegneria fisica

- Facoltà di ingegneria civile con sede distaccata a Sezimovo Ústí
- Facoltà di ingegneria meccanica
- Facoltà di ingegneria elettrotecnica
- Facoltà di Fisica nucleare e subnucleare con sede distaccata a Děčín
- Facoltà di architettura
- Facoltà di Scienza dei trasporti
- Facoltà di Ingegneria Biomedica (a Kladno)
- Facoltà di tecnologia dell'informazione

Istituti di istruzione superiore:
- Istituto Klokner
- Istituto Masaryk

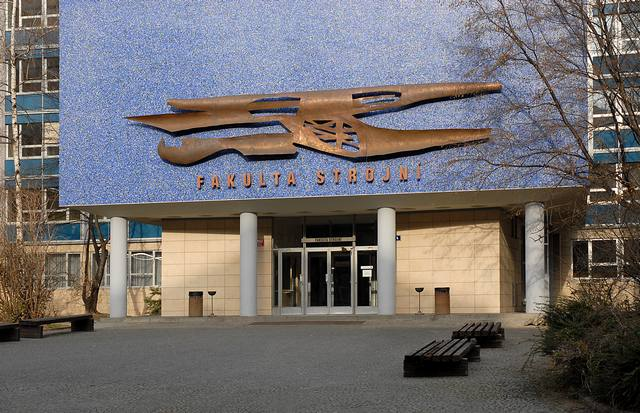
Facoltà di ingegneria meccanica

Altri centri che dipendono dall'istituto sono:
- Centro dati
- Centro di tecnologia e innovazione
- Centro dell'industria
- Istituto di fisica tecnica e sperimentale
- Centro chimica radiologica
- Istituto di costruzione e di investimento

Il motto dell'istituto è "Scientia est potentia" che in latino significa "La conoscenza è potere". Nel 2008 contava oltre 23000 studenti
Tra le personalità legate all'istituto ci sono il fisico e matematico Christian Doppler che ha insegnato nell'istituto e il chimico Vladimir Prelog, vincitore del Premio Nobel per la chimica nel 1975, che ha studiato nell'istituto.

## Galleria d'immagini

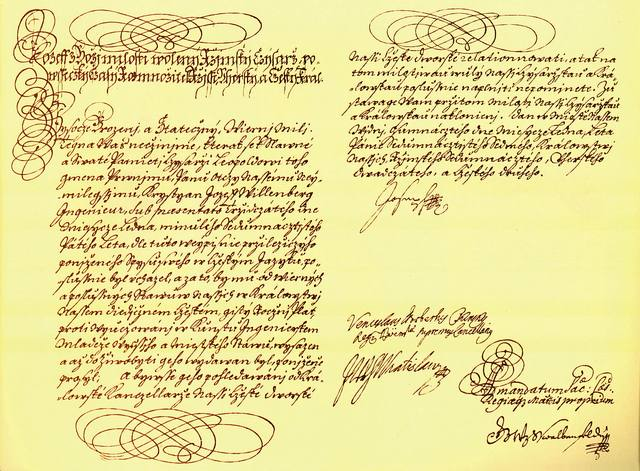
Il decreto di istituzione
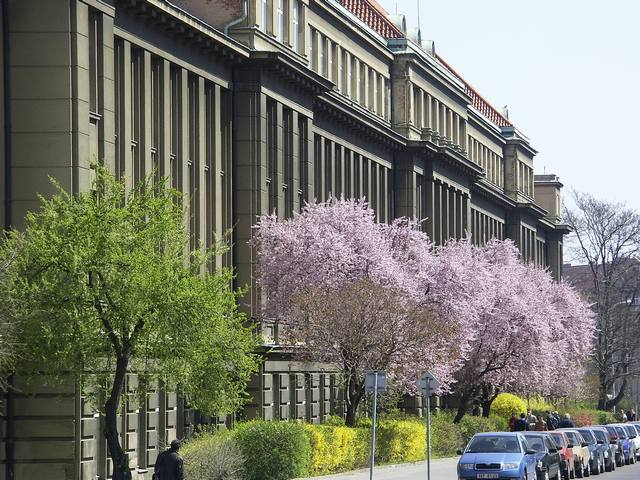
Il rettorato
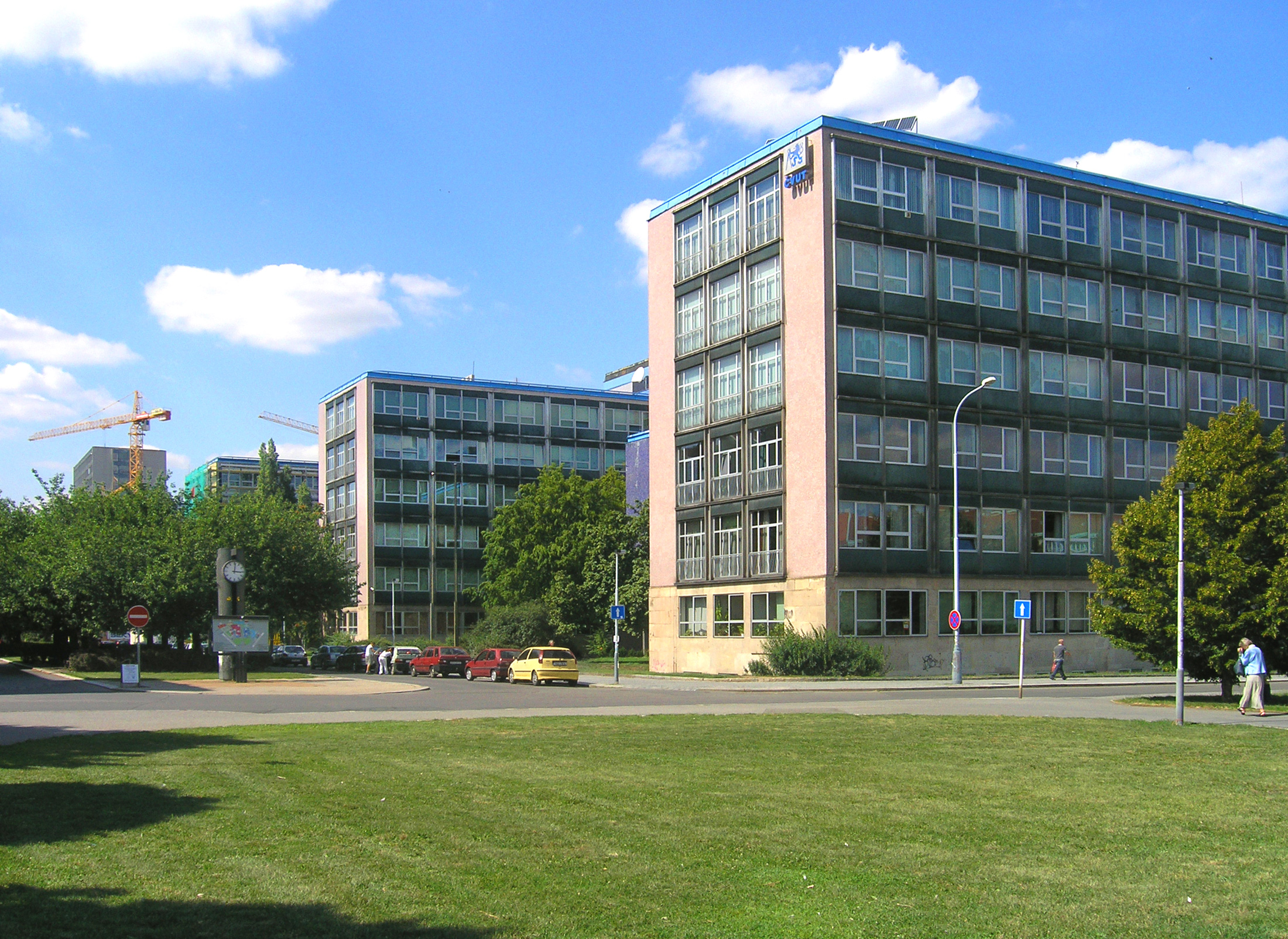
Il campus di Dejvice
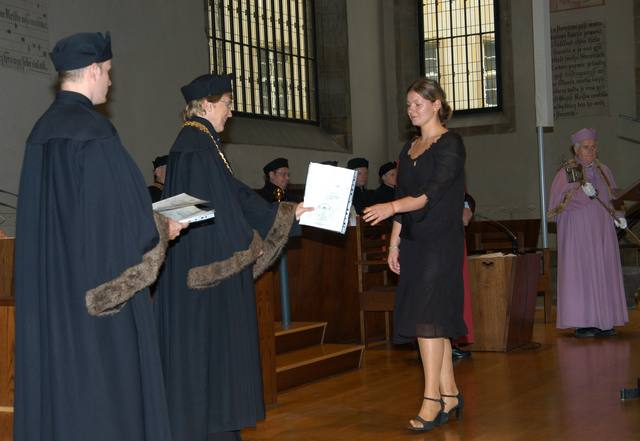
Cerimonia accademica